# Spillane-Fjord
Das Spillane-Fjord ist ein 16 km langer, 3 km breiter und bis zu 1250 m tiefer Fjord an der Oskar-II.-Küste des Grahamlands auf der Antarktischen Halbinsel. Im westlichen Teil des Exasperation Inlet liegt er vor der Mündung des Crane-Gletschers. Der Fjord entstand durch den drastischen Rückzug des Crane-Gletschers infolge des Auseinanderbrechens des nördlichen Teils des Larsen-Schelfeises im März 2002.
Die Ausdehnung des Fjords wurde mittels barythmetrischen Schwadvermessungen ermittelt. Erstmals befahren wurde er im April 2006 durch die RV Nathaniel B. Palmer. Das Advisory Committee on Antarctic Names benannte ihn 2007 nach dem Schiffstechniker Joshua John Spillane (1974–2006), der am 16. April 2006 bei der Fahrt der RV L. M. Gould von der Palmer-Station nach Punta Arenas in der Drakestraße verschollen ging.